# Saunders Hill
Der Saunders Hill ist ein abgerundeter und felsiger Hügel an der Budd-Küste des ostantarktischen Wilkeslands. Er ragt unmittelbar östlich der Windmill-Inseln in den südöstlichen Teil der O’Brien Bay hinein.
Luftaufnahmen der US-amerikanischen Operation Highjump (1946–1947) dienten seiner Kartierung. Das Advisory Committee on Antarctic Names benannte ihn 1963 nach William Y. Saunders, einem Biologen auf der Wilkes-Station im Jahr 1961.